# Flughafen Ahmedabad-Dholera

i7
i11
i13
Der Internationale Flughafen Ahmedabad-Dholera (englisch Ahmedabad Dholera International Airport) ist ein im Bau befindlicher internationaler Verkehrsflughafen in der Nähe des Dorfes Navagam im Dholera-Taluka des Distrikts Ahmedabad, Gujarat, Indien. Der Flughafen wird als Greenfield-Projekt entwickelt und soll die logistischen Anforderungen der Dholera Special Investment Region (DSIR) erfüllen, die Teil des Delhi-Mumbai Industrial Corridor (DMIC) ist.

## Hintergrund und Entwicklung
Die Planung des Flughafens begann im Jahr 2010, als die Airports Authority of India (AAI) eine Machbarkeitsstudie durchführte. Die technische Genehmigung wurde im Februar 2010 erteilt und die Umweltgenehmigung folgte im Dezember 2015. Die Dholera International Airport Company Ltd. (DIACL) wurde 2012 gegründet, um das Projekt zu leiten. Die AAI hält 51 % der Anteile an DIACL, während die Regierung von Gujarat 33 % und die Delhi Mumbai Industrial Corridor Development Corporation (DMICDC) 16 % besitzen.

## Standort, Infrastruktur und Kapazität
Der Flughafen befindet sich etwa 80 Kilometer von Ahmedabad und rund 20 Kilometer von der DSIR entfernt. Das Projekt umfasst eine Fläche von 1426 Hektar und wird in mehreren Phasen entwickelt.
Der Flughafen wird in mehreren Phasen gebaut. In der ersten Phase, die voraussichtlich bis März 2026 abgeschlossen sein wird, wird der Flughafen eine Kapazität von 1,5 Millionen Passagieren pro Jahr haben. Nach Abschluss aller Bauphasen soll die Kapazität auf 50 Millionen Passagiere jährlich steigen. Der Flughafen wird über zwei Start- und Landebahnen verfügen, die 3200 Meter bzw. 4000 Meter lang sind.

## Bedeutung
Der Ahmedabad Dholera International Airport soll eine wichtige Rolle bei der Entlastung des bestehenden Sardar Vallabhbhai Patel International Airport in Ahmedabad spielen und gleichzeitig die logistischen Anforderungen der DSIR erfüllen. Darüber hinaus soll der Flughafen als Katalysator für wirtschaftliches Wachstum und Investitionen in der Region dienen.